# Dacia Duster I
Pour l'album de jazz, voir Duster (album).
Pour les articles homonymes, voir Dacia Duster.
Le Dacia Duster est un SUV du groupe Renault vendu sous la marque roumaine Dacia en Europe et sous la marque Renault sur les autres marchés. Il existe également une version Nissan, le Terrano, ainsi qu'un pick-up, le Renault Duster Oroch. Le Duster existe en version 4×2 et 4×4. Il est remplacé en 2018 par une seconde génération.

## Présentation
En Europe, les premiers modèles apparaissent dès mars 2007. La première ébauche dessinée présente très peu de points communs avec le véhicule commercialisé. Fin février 2009, des photos d'un modèle de présérie probablement prises dans les locaux techniques de la marque sont diffusées sur Internet par l'intermédiaire de forums spécialisés.
Le 16 mars 2010 débutent les prises de commande. Le 8 avril 2010 a lieu la présentation officielle dans le réseau français.

### Phase 2
En septembre 2013, au Salon de l'automobile de Francfort, Renault présente le Dacia Duster restylé.
Le Renault Duster est le véhicule de la marque le plus produit en 2014.
Au salon automobile de São Paulo, Renault présente un show-car sportif du Duster, nommé Duster Extreme.
Le Dacia Duster est arrêté en 2017 pour être remplacé par une nouvelle génération, le Dacia Duster II. Hors d'Europe occidentale, la carrière des versions Renault et Nissan se poursuit[Jusqu'à quand ?].

Comparaison entre les phases 1 (2010-2013) et 2 (2013-2017)
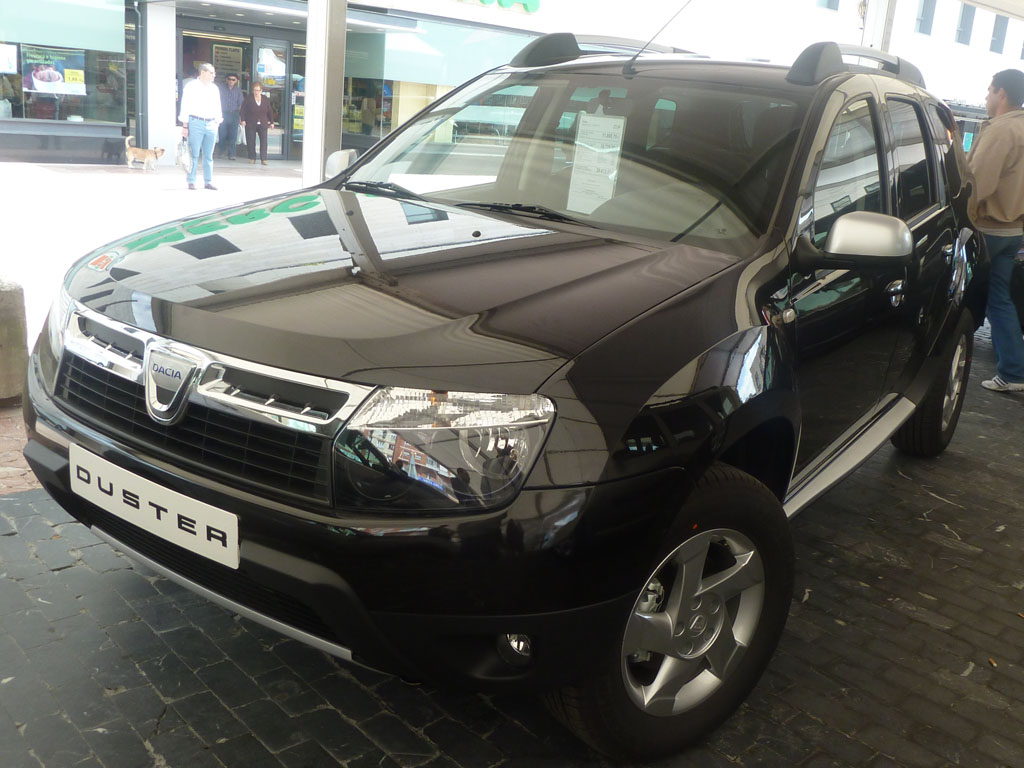
Phase 1 (2010-2013)
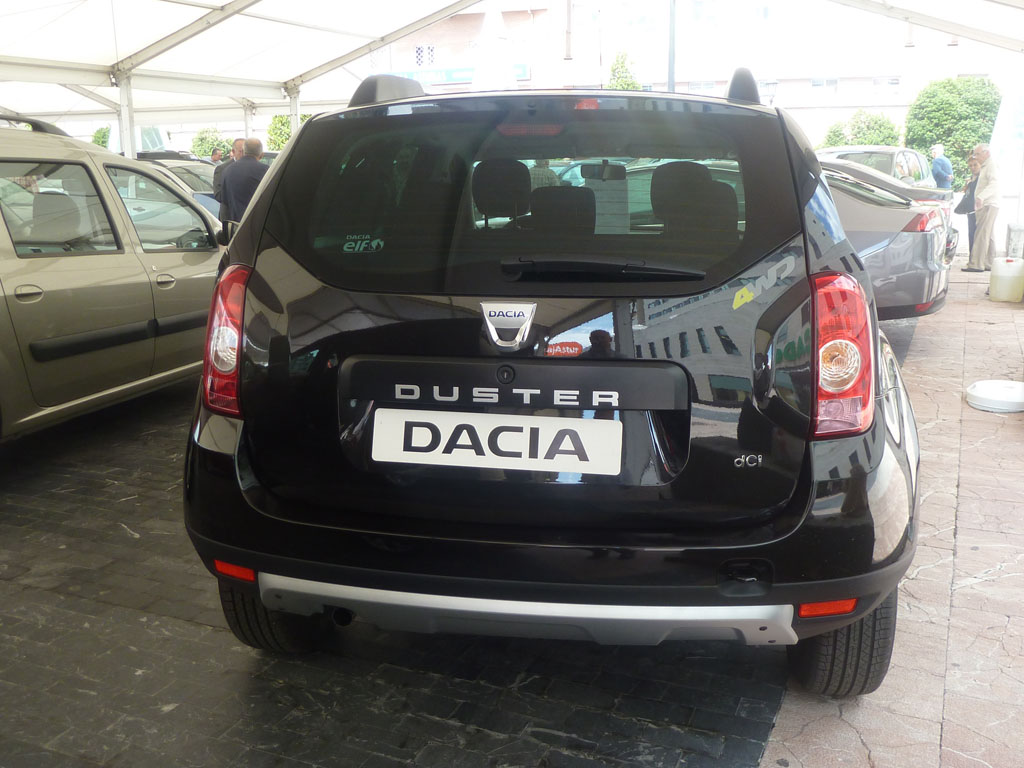
Phase 1 (2010-2013)
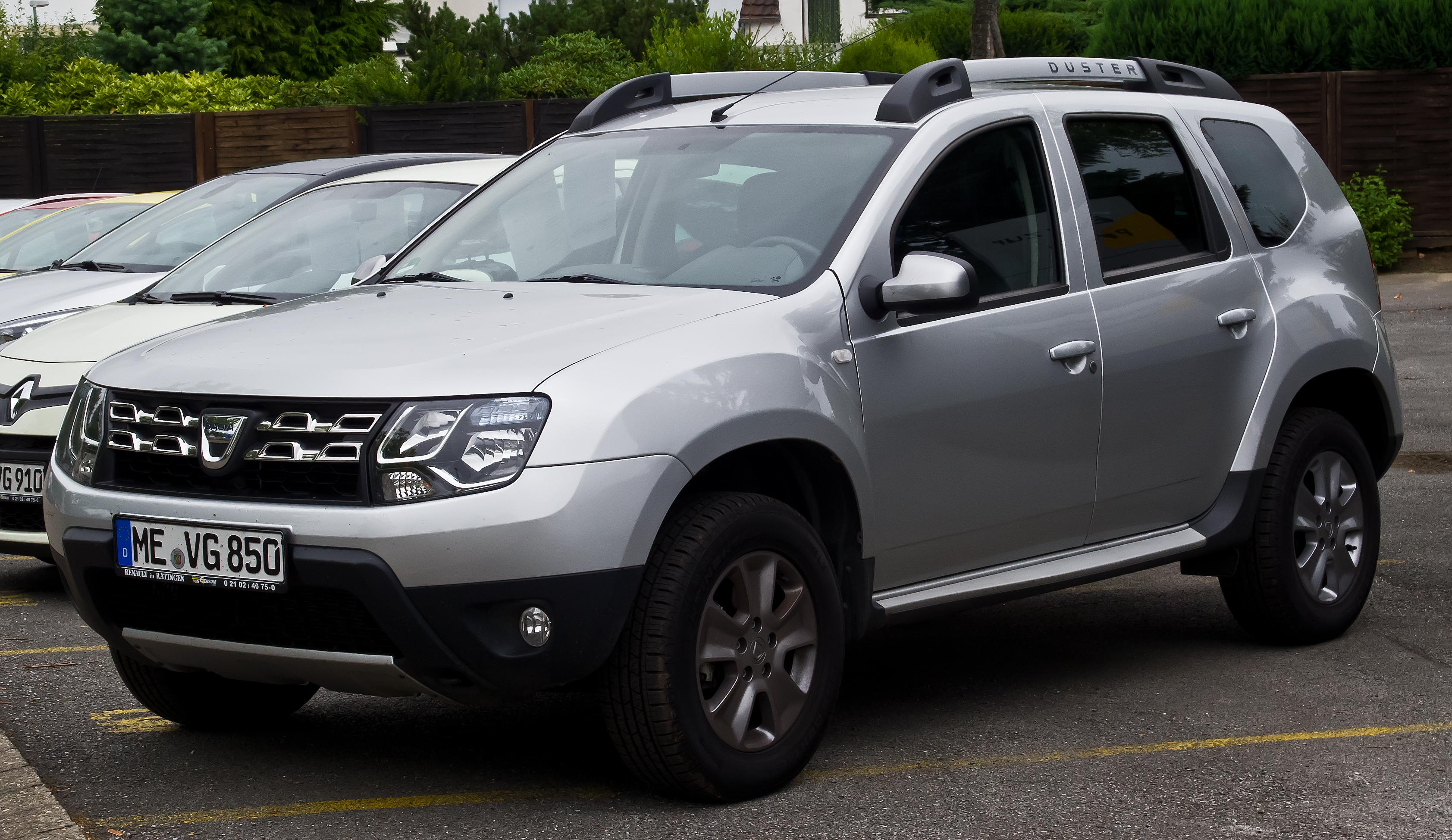
Phase 2 (2013-2017)
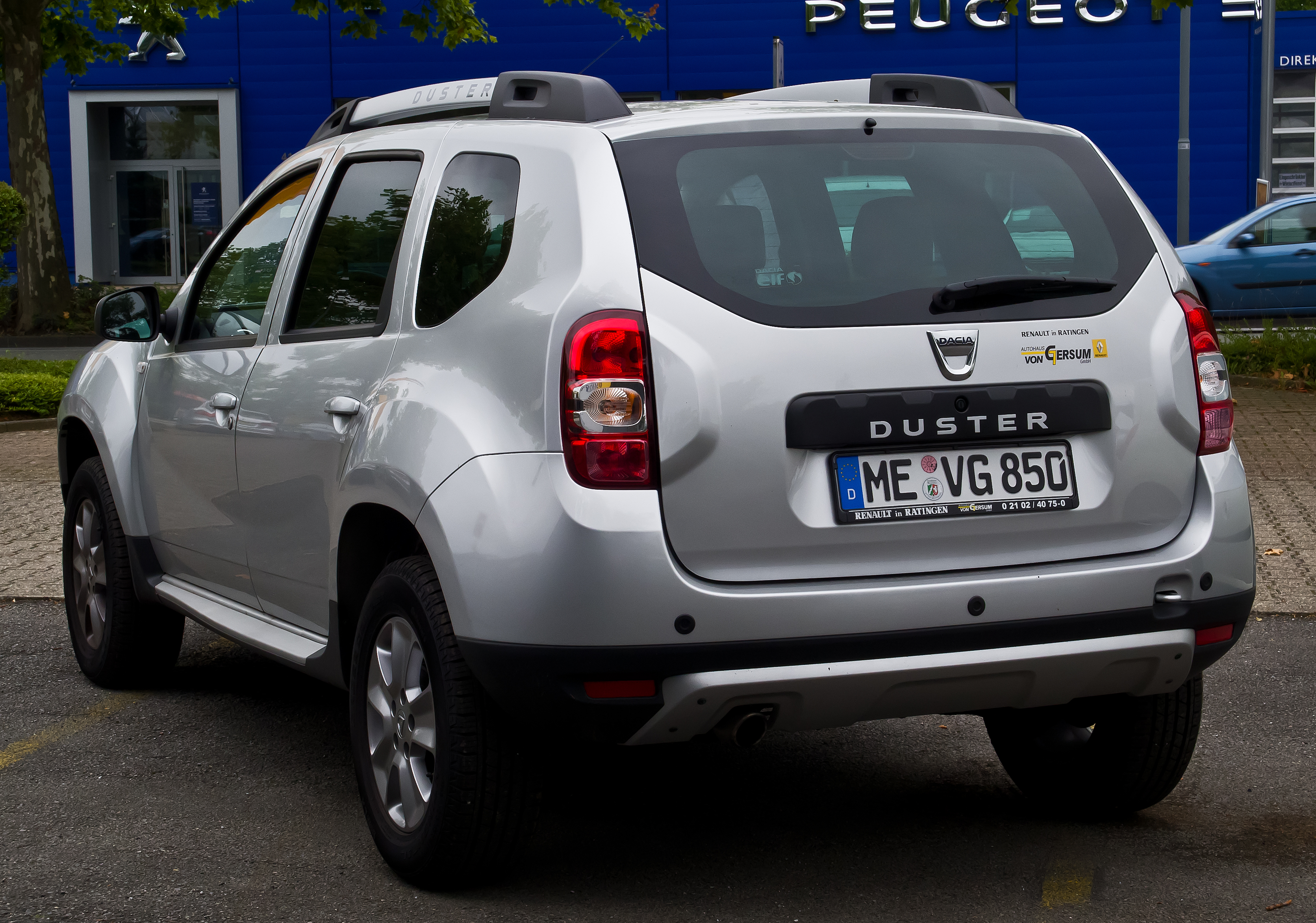
Phase 2 (2013-2017)

## Caractéristiques
En mars 2012 la radio d'origine évolue pour recevoir de série la fonction bluetooth. Les versions dCi 110 ch sont réhomologuées pour échapper au malus écologique, avec l'adoption entre autres des rétroviseurs de Dacia Sandero Stepway plus aérodynamiques.
En avril 2012 apparaît la série spéciale ESF Grand Public, succédant à la première série du même nom réservée aux moniteur de l'École du ski français. Cette série basée sur une Ambiance dCi 90 4x2 sans climatisation ni radio.
En avril 2012 apparaît la série spéciale Delsey réservée à la France et produite à 3 500 exemplaires. Cette série s'articulant entre la Lauréate et la Prestige combine le côté esthétique de la seconde avec un intérieur tissu comme la première. De plus les versions deux roues motrices conservent les feux avant à fond noir des versions 4x4. À noter aussi que le bouton de dégivrage arrière migre au niveau du bloc de climatisation.
En mars 2013 apparaît la série spéciale Aventure, dont 1 000 exemplaires seraient prévus pour la France. Cette gamme se trouve à mi-chemin entre les gammes Ambiance et Lauréate. Elle existe en deux coloris, noir ou blanc, avec autocollants la distinguant des autres modèles (autocollant Duster en bas de caisse surmonté d'une rose des vents) et exclusivement en motorisation diesel 4x4 et 4x2.

### Design
Cette première génération de Dacia Duster est dessinée par le designer mongol Erde Tungaa, qui a souhaité s'inspirer de la philosophie simple, robuste et pratique de la Renault 4,. Le dessin du véhicule et sa philosophie rappellent la Renault des années 1960 : vitrage latéral caractéristique, forme générale cubique, petits feux arrière verticaux. Le véhicule devait initialement être un revival assumé de la Renault 4L, badgé Renault même en Europe, et avec des phares ronds rappelant son aïeule. Il a finalement été décidé d'en faire un véhicule Dacia.
Erde Tungaa a également travaillé sur le Duster de seconde génération.

### Motorisations

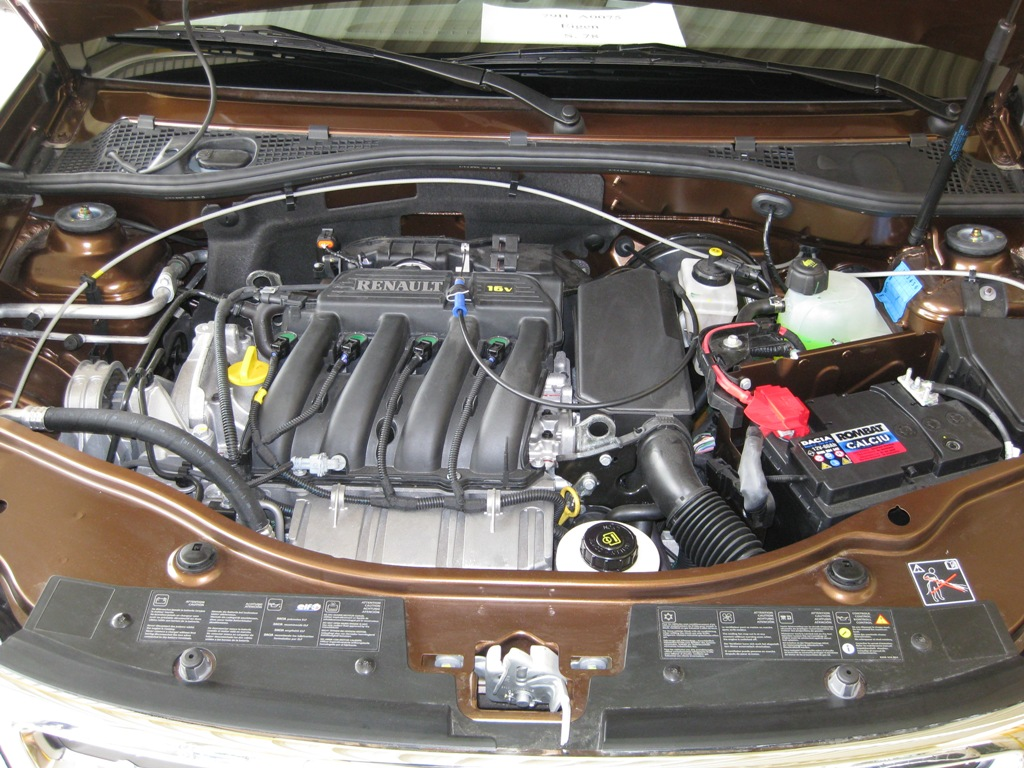
Le moteur du Dacia Duster.

La gamme de motorisations du Duster se compose d'une motorisation essence et d'une motorisation Diesel proposées en deux niveaux de finition. Apparue en version 1,6 L 16V 105 ch rejetant plus de 175 grammes de CO2 et donc sujette à 750 € de malus écologique, la motorisation essence évolue rapidement pour être proposée au mois de juillet 2010 avec une adaptation pour accepter le superéthanol E85. Cette modification, qui ne modifie ni le couple ni la puissance, permet à la version essence d'échapper au malus écologique et, donc, de relancer l'intérêt face à la gamme diesel DCI 85 très proche, auparavant, en tarif.
L'essentiel des ventes se faisant en diesel sur le marché français, le Duster est, d'entrée de jeu, proposé avec le bloc 1.5 DCI 85 déjà disponible dans le reste de la gamme, ainsi que le 1,5 L DCI 110 connu dans la gamme Renault sur notamment Mégane et Scénic. Technologiquement plus évolué (filtre à particules entre autres), le bloc 110 ch se retrouve accouplé à une boîte six vitesses permettant d'abaisser le régime moteur sur autoroute. Depuis 2016, le DCI 110 peut être équipé de la boite robotisée Renault EDC (4x2 seulement).
Le 6 juillet 2010, la motorisation DCI 85 s'éclipse au profit de la version DCI 90 qui, contrairement à la première, respecte les normes antipollution Euro 5. Du fait des délais de livraison supérieurs à six mois, cette version DCI 90 devient la seule proposée, la version 85 ch n'étant plus disponible que pour les véhicules dont la mise en circulation reste assurée avant le premier janvier 2011. Cette motorisation 90 ch, issue elle aussi de la gamme Mégane, reçoit tout comme le bloc 110 ch un filtre à particules. En France, le DCI 90 n'était proposé qu'en version 4x2 jusqu'en février 2011, date à laquelle une version 4x4 du DCI 90 est venue compléter la gamme. Au Maghreb, le DCI 90 n'est proposé qu'en version 4x4, la version 4x2 en diesel est réservée au DCI 85.
En février 2012, le bloc DCI 110 se voit réhomologué pour échapper au malus écologique : la version 2WD descend alors à 130 grammes de CO2 et 140 pour le 4x4. Cette modification est accompagnée d'une modification des rétroviseurs qui deviennent ceux alors connus sur les Dacia Sandero Stepway, plus aérodynamiques.
En 2015, le 1.6 16v 105 K4M d'origine Renault ne passe pas les nouvelles normes Euro 6. Il est donc décidé d'introduire un nouveau moteur aluminium 1.6 16v 115 H4M d'origine Nissan. Ce nouveau bloc moteur gagne 10 ch, par ailleurs il est équipé d'une chaîne qui assure la distribution du moteur tout comme le moteur 1.2 TCE 125 H5BT.
Ce moteur H4M a déjà été utilisé auparavant sur Nissan Note 1.6 16V 110, Nissan Juke 1.6 16V 117 et bien d'autres modèles de l'alliance Renault-Nissan.
La version 2.0 16V 135ch, introuvable en Europe à cause des normes EURO, est disponible en Russie sous la marque Renault et déclinable en version 4×4.
|                            | 1.5 dCi 85             | 1.5 dCi 90             | 1.5 dCi 90             | 1.5 dCi 110            | 1.5 dCi 110            | 1.5 dCi 110            | 1.5 dCi 110            | 1.6 16V 105            | 1.6 16V 105            | 1.6 16V 115            | 1.6 16V 115            | 1.6 16V 115            | 1.6 16V 115            | 1.2 TCE 125            | 1.2 TCE 125            | 2.0 16V 135            | 2.0 16V 135            | 2.0 16V 135            | 1.6 16V 105 superéthanol | 1.6 16V 105 GPL        |
| -------------------------- | ---------------------- | ---------------------- | ---------------------- | ---------------------- | ---------------------- | ---------------------- | ---------------------- | ---------------------- | ---------------------- | ---------------------- | ---------------------- | ---------------------- | ---------------------- | ---------------------- | ---------------------- | ---------------------- | ---------------------- | ---------------------- | ------------------------ | ---------------------- |
| Types moteurs              | K9K                    | K9K                    | K9K                    | K9K                    | K9K                    | K9K                    | K9K                    | K4M                    | K4M                    | H4M                    | H4M                    | H4M                    | H4M                    | H5FT                   | H5FT                   | F4R                    | F4R                    | F4R                    | K4M                      | K4M                    |
| Cylindrée                  | 1 461 cm3              | 1 461 cm3              | 1 461 cm3              | 1 461 cm3              | 1 461 cm3              | 1 461 cm3              | 1 461 cm3              | 1 598 cm3              | 1 598 cm3              | 1 598 cm3              | 1 598 cm3              | 1 598 cm3              | 1 598 cm3              | 1 197 cm3              | 1 197 cm3              | 1 997 cm3              | 1 997 cm3              | 1 997 cm3              | 1 598 cm3                | 1 598 cm3              |
| Alésage (mm) / course (mm) | 76 / 80,5              | 76 / 80,5              | 76 / 80,5              | 76 / 80,5              | 76 / 80,5              | 76 / 80,5              | 76 / 80,5              | 79,5 / 80,5            | 79,5 / 80,5            | 78 x 83,6              | 78 x 83,6              | 78 x 83,6              | 78 x 83,6              | 72,2 / 73,1            | 72,2 / 73,1            | 84 / 90,1              | 84 / 90,1              | 84 / 90,1              | 79,5 / 80,5              | 79,5 / 80,5            |
| Architecture               | 4-cylindres en ligne   | 4-cylindres en ligne   | 4-cylindres en ligne   | 4-cylindres en ligne   | 4-cylindres en ligne   | 4-cylindres en ligne   | 4-cylindres en ligne   | 4-cylindres en ligne   | 4-cylindres en ligne   | 4-cylindres en ligne   | 4-cylindres en ligne   | 4-cylindres en ligne   | 4-cylindres en ligne   | 4-cylindres en ligne   | 4-cylindres en ligne   | 4-cylindres en ligne   | 4-cylindres en ligne   | 4-cylindres en ligne   | 4-cylindres en ligne     | 4-cylindres en ligne   |
| Puissance maximale         | 86 ch à 3 750 tr/min   | 90 ch à 3 750 tr/min   | 90 ch à 3 750 tr/min   | 110 ch à 4 000 tr/min  | 110 ch à 4 000 tr/min  | 110 ch à 4 000 tr/min  | 110 ch à 4 000 tr/min  | 105 ch à 5 750 tr/min  | 105 ch à 5 750 tr/min  | 115 ch à 5 500 tr/min  | 115 ch à 5 500 tr/min  | 115 ch à 5 500 tr/min  | 115 ch à 5 500 tr/min  | 125 ch à 5 250 tr/min  | 125 ch à 5 250 tr/min  | 143 ch à 5 750 tr/min  | 143 ch à 5 750 tr/min  | 143 ch à 5 750 tr/min  | 105 ch à 5 750 tr/min    | 105 ch à 5 750 tr/min  |
| Couple maximal             | 196 N m à 1 900 tr/min | 200 N m à 1 750 tr/min | 200 N m à 1 750 tr/min | 240 N m à 1 750 tr/min | 240 N m à 1 750 tr/min | 260 N m à 1 750 tr/min | 260 N m à 1 750 tr/min | 148 N m à 3 750 tr/min | 148 N m à 3 750 tr/min | 156 N m à 4 000 tr/min | 156 N m à 4 000 tr/min | 156 N m à 4 000 tr/min | 156 N m à 4 000 tr/min | 205 N m à 2 000 tr/min | 205 N m à 2 000 tr/min | 195 N m à 4 000 tr/min | 195 N m à 4 000 tr/min | 195 N m à 4 000 tr/min | 148 N m à 3 750 tr/min   | 148 N m à 3 750 tr/min |
| Boîte de vitesses          | BVM5 4x2               | BVM5 4x2               | BVM6 4x4               | BVM6 4x2               | BVM6 4x4               | BVM6 4x2               | BVM6 4x4               | BVM5 4x2               | BVM6 4x4               | BVM5 4x2               | BVR5 4x2               | BVM6 4x4               | BVR5 4x4               | BVM6 4x2               | BVM6 4x4               | BVA4 4x2               | BVA4 4x4               | BVM6 4x4               | BVM5 4x2                 | BVM5 4x2               |
| Vitesse maximale (en km/h) | 156                    | 156                    | 158                    | 169                    | 168                    | 169                    | 168                    | 165                    | 160                    | 170                    |                        | 167                    |                        | 175                    | 177                    | 168                    | 172                    | 172                    | 165                      | 162                    |
| 0-100 km/h (en s)          | 13,9                   | 13,8/14,2              | 12,9                   | 12,2                   | 12,9                   | 11,8                   | 12,4                   | 11,8                   | 12,8                   | 11                     |                        | 12                     |                        | 10,4                   | 11                     | 11,2                   | 11,7                   | 10,4                   | 11,5                     | 12,8                   |
| Consommation (en L/100 km) | 5,1                    | 5/4,7                  | 5,3                    | 4,8                    | 5,1                    | 4,4                    | 4,7                    | 7,1                    | 10                     | 6,4                    |                        | 6,8                    |                        | 6,3                    | 6,4                    | 8,3                    | 8,7                    | 7,8                    | 7,5                      | 9                      |
| Émissions de CO2 (en g/km) | 135                    | 115/126/123            | 115/132                | 127                    | 135                    | 115                    | 123                    | 165                    | 185                    | 145                    |                        | 155                    |                        | 145                    | 145                    | 177                    | 195                    | 177                    | 165                      | 145                    |

### Finitions
La gamme Duster s'articule autour de quatre niveaux de finitions et des séries spéciales.

#### Duster (uniquement disponible en 4×2)
La finition de base reprend simplement l'appellation du modèle : Duster. Proposée à des fins utilitaires, cette version est dépouillée et proposée à moins de 12 000 € en version 1.6 16V. La dotation comprend : direction assistée, ABS, aide au freinage d'urgence, airbags frontaux, appui-tête arrière, fixations ISOFIX. Aucune option n'est disponible en dehors des barres de toit et de la roue de secours ; on ne trouve donc ni vitres électriques, ni volant ou siège réglables.
Sur le plan esthétique, la version Duster propose les mêmes jantes que la version Ambiance, les pare-chocs avant et arrière restent bruts.

#### Ambiance
La finition Ambiance reprend les équipements de la version Duster et y ajoute : airbags latéraux avant, alerte sécurité ceinture avant, barres de toit longitudinales, fermeture centralisée avec télécommande, siège conducteur et volant réglables, banquette arrière fractionnable 1/3 - 2/3, vitres avant électriques.

#### Lauréate
Esthétiquement la version Lauréate évolue : les jantes proposées sans avoir recours au pack look changent dans leur dessin, mais la monte pneumatique reste la même. Les pare-chocs avant et arrière sont peints couleur carrosserie. À l'intérieur, l'équipement de série évolue : climatisation manuelle de série, rétroviseurs électriques et dégivrants, prétensionneurs de ceintures avant, ordinateur de bord, feux antibrouillard.
La version Lauréate permet l'accès aux options jantes alliage ou pack look (jantes + sabots avant et arrière peints gris, coques de rétros peintes gris, vitres arrière teintées, partie centrale des barres de toit peinte en gris), vitres arrière électriques ou encore l'ESP sur les versions dCi 110.

#### Prestige
Originalité propre au Duster dans la gamme Dacia, la version Prestige n'est pas réservée aux seules motorisations de pointe, puisque le Diesel DCi85/90 y accède. Reprenant la présentation générale d'une configuration Lauréate avec Pack Look, la version Prestige se démarque principalement par une ambiance intérieure relevée par la présence de cuir. Il ne s'agit pas véritablement d'une sellerie 100 % cuir, les bords et la partie haute du dossier étant en Tep. Elle comprend : Pack Look de série, intérieur cuir, radio CD MP3, volant gainé cuir.

### Séries limitées ou spéciales

#### Delsey
En mars 2012, une série spéciale Delsey est réservée à la France et limitée à 3 500 exemplaires. Située dans la gamme entre la Lauréate et la Prestige, elle permet d'accéder au côté esthétique du Prestige 4x4 (avec les feux à fond noir) en conservant un intérieur tissu spécifique. Elle marque aussi l'arrivée de la couleur « gris olive ». Le constructeur a notamment porté ses efforts sur la réduction de certains bruits et vibrations à l'intérieur du véhicule.
L'équipement comprend : Pack Look de série, volant et pommeau cuir à liserés rouges, radio CD MP3 Bluetooth avec prise de contrôle téléphonique dans l'habitacle, feux à fonds noirs, surtapis à liserés rouges, vitres arrière sur-teintées, rétroviseurs bicolores, une valise Delsey.

### Différences techniques gamme4 × 2/4 × 4
Le Duster est proposé en version deux roues motrices dite « 4 × 2 » et dans une gamme 4 × 4 à transmission intégrale. D'un point de vue financier, l'accès à la version 4 × 4 demande une rallonge de 2 000 € à équipement équivalent en dehors de la version de base non disponible en 4 × 4, et hors motorisations dCI 85/90 de même non proposées.
Esthétiquement, les différences sont minimes, mais les fonds de feux sont noirs sur les 4 × 4 contre argentés sur les 4 × 2, la garde au sol augmente, passant de 20,5 cm à 21 cm, et un autocollant « 4WD » apparaît sur le hayon à droite à proximité du phare.
À l'intérieur, deux principales différences apparaissent : un sélecteur d'origine Nissan, situé sous le bloc de chauffage, permet de piloter la transmission et le changement de place de la roue de secours entraîne une diminution du volume de coffre sur la version 4 × 4, qui perd 30 dm3 (443/475 litres). En effet, la roue de secours présente sous la voiture en version 4 × 2 migre dans le coffre sur les versions 4 × 4. L'explication en est la présence de la transmission arrière empêchant de mettre la roue de secours sous le plancher.
Techniquement, les versions 4 × 4 se démarquent. Les versions 4 × 4 reçoivent un train arrière multibras dérivant de la banque d'organes Nissan (Xtrail / Murano) contre un classique bras tiré (dérivant de la Logan MCV donc de parenté avec la Renault Modus) sur les 4 × 2. La gamme de vitesses est réduite sur les versions 4 × 4 avec notamment une 1re vitesse dite « rampante », permettant d'évoluer en franchissement à très faible allure sans avoir à jouer de l'embrayage. Atout véritable en tout terrain, cette solution pallie l'absence d'une vraie gamme de rapports courts. En usage classique, la première vitesse courte (seulement 5,79 km/h à 1 000 tr/min soit environ 25 km/h au régime de régulation) peut amener à directement démarrer en seconde. L'impact sur les consommations est réel entre la version 4 × 4 et 4 × 2. Plus lourd d'environ 120 kg, doté de rapports plus courts et d'éléments de transmission à entraîner, la consommation du dCI 110 augmente en moyenne de 0,6 × l/100 km, pouvant atteindre +0,9 l/100 km en ville.
La transmission du Duster, d'origine Nissan X-Trail II, est de type intégrale semi-permanente dotée d'un blocage de différentiel central (coupleur électromagnétique verrouillable).
Cette transmission est pilotée par le conducteur au moyen d'un sélecteur présentant 3 positions :
- 2WD : la voiture évolue en 2 roues motrices (avant); même en cas de patinage, le train arrière n'est pas sollicité;
- AUTO : la voiture évolue en 2 roues motrices (avant) mais en cas de patinage d'une roue motrice, le train arrière est automatiquement sollicité;
- LOCK : cette position, valide jusqu'à 80 km/h, verrouille le différentiel central et le Duster évolue alors en mode intégral.

Pour l'usage 4 × 4, le passage par l'option ESP est fortement recommandé. En effet, le Duster ne dispose pas de blocage de différentiel avant ou arrière ; or ce blocage permet, lorsqu'une roue patine, de transférer le couple perdu sur la roue qui reste en contact du sol. Sur Duster, l'ESP, en plus de sa fonction de correcteur électronique de trajectoire, va venir freiner la roue qui patine. Celle-ci présentant à nouveau une résistance ne recevra plus tout le couple, celui-ci se retrouvant à nouveau distribué vers la roue qui est toujours en position de motrice. À noter aussi qu'en désactivant l'ESP, la gestion de l'ABS change et permet aux roues d'effectuer un léger blocage et donc de mieux prendre prise dans un sol meuble comme la neige ou la boue.

## Vendu par Renault et Dacia

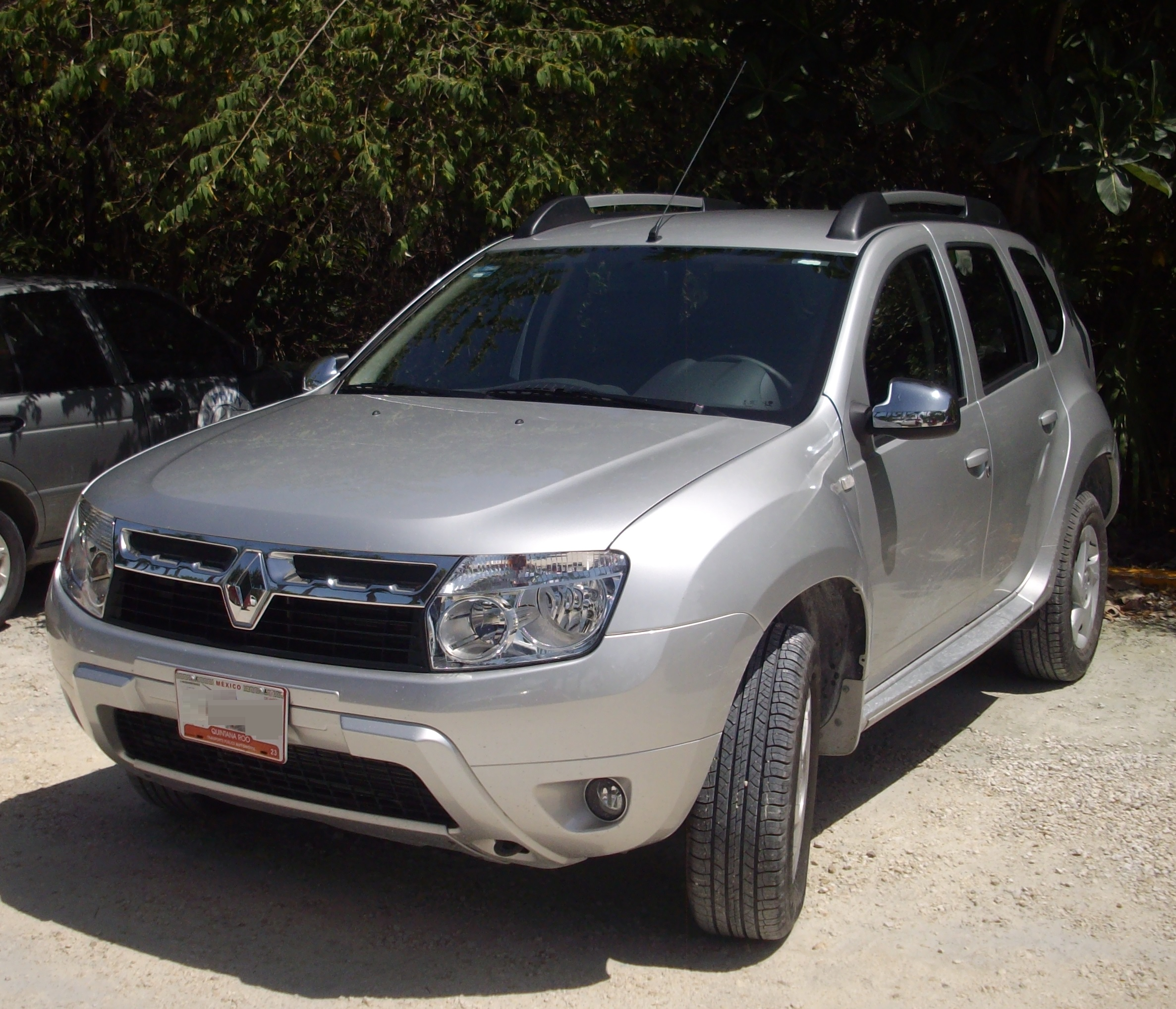
Renault Duster phase 1

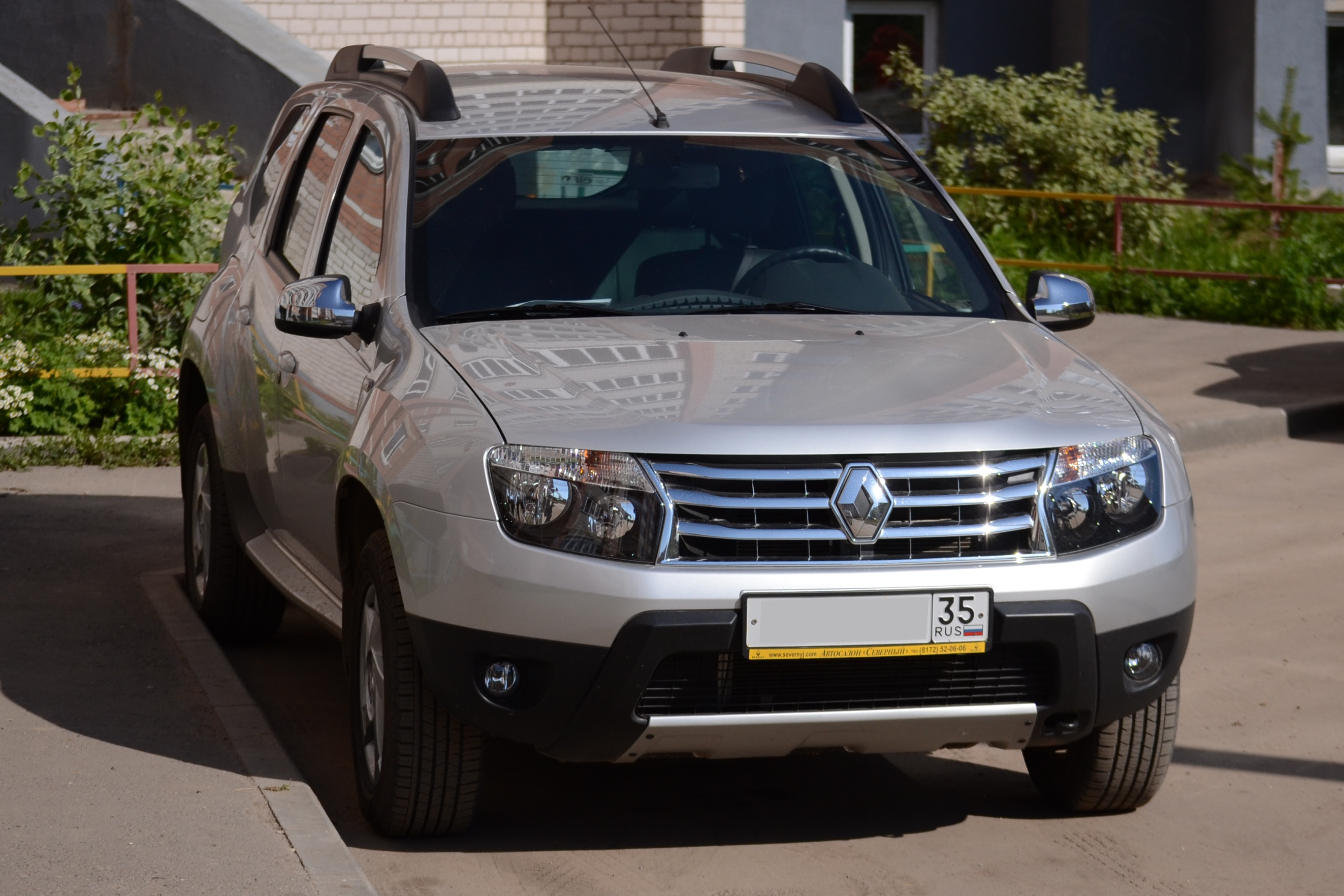
Renault Duster phase 2

Le Dacia Duster s'appelle Renault Duster dans les pays où la marque Dacia n'existe pas (hors Europe), et principalement sur le marché latino-américain (Brésil, Argentine, Colombie, Mexique). Le Duster est le véhicule de la marque Renault le plus vendu en 2014. Le Duster est davantage vendu sous la marque Renault que sous celle de Dacia.
Le Duster est fabriqué dans les usines de Pitesti (Roumanie) et Moscou (Russie), Curitiba (Brésil), Envigado (Colombie) ainsi que dans l’usine de l’Alliance Renault-Nissan implantée à Chennai (Inde).
En 2013, Nissan dévoile le Nissan Terrano en Inde (où il est produit à partir de juillet 2014), une version rebadgée du Dacia Duster plus haut de gamme. Il est équipé d'une nouvelle face avant et arrière, et à l'intérieur d'une nouvelle planche de bord à la finition plus huppée. Le Terrano est également fabriqué dans l'usine russe de Moscou. Le Duster est aussi vendu en Inde sous la marque Renault depuis juillet 2012, où il a reçu 18 récompenses.
En 2014, 395 350 Duster ont été produits, 234 883 Renault et 160 467 Dacia.

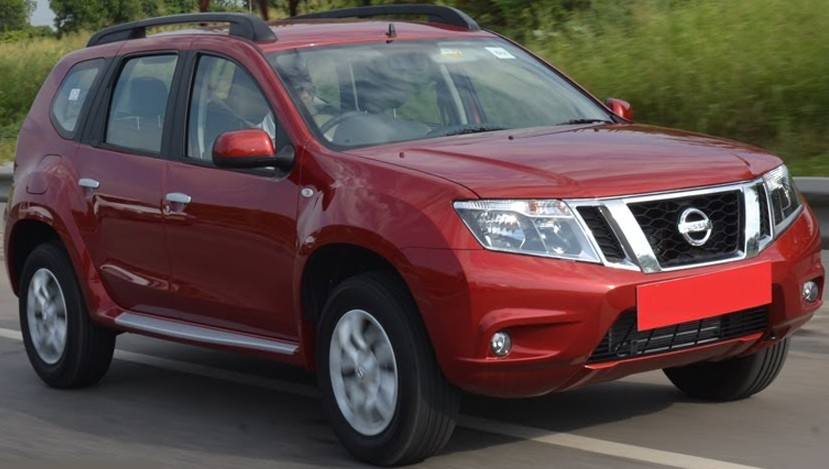
Nissan Terrano 2014

En Colombie, la production prend fin en 2021. La dernière usine qui fabrique le Renault Duster est alors celle de Chennai, en Inde. Elle cesse d'assembler ce véhicule fin 2021. Les deux seules versions encore commercialisées sont alors le Nissan Terrano (en Russie uniquement, la version indienne ayant été stoppée en 2020) et le Renault Duster Oroch.

## Renault Duster Oroch

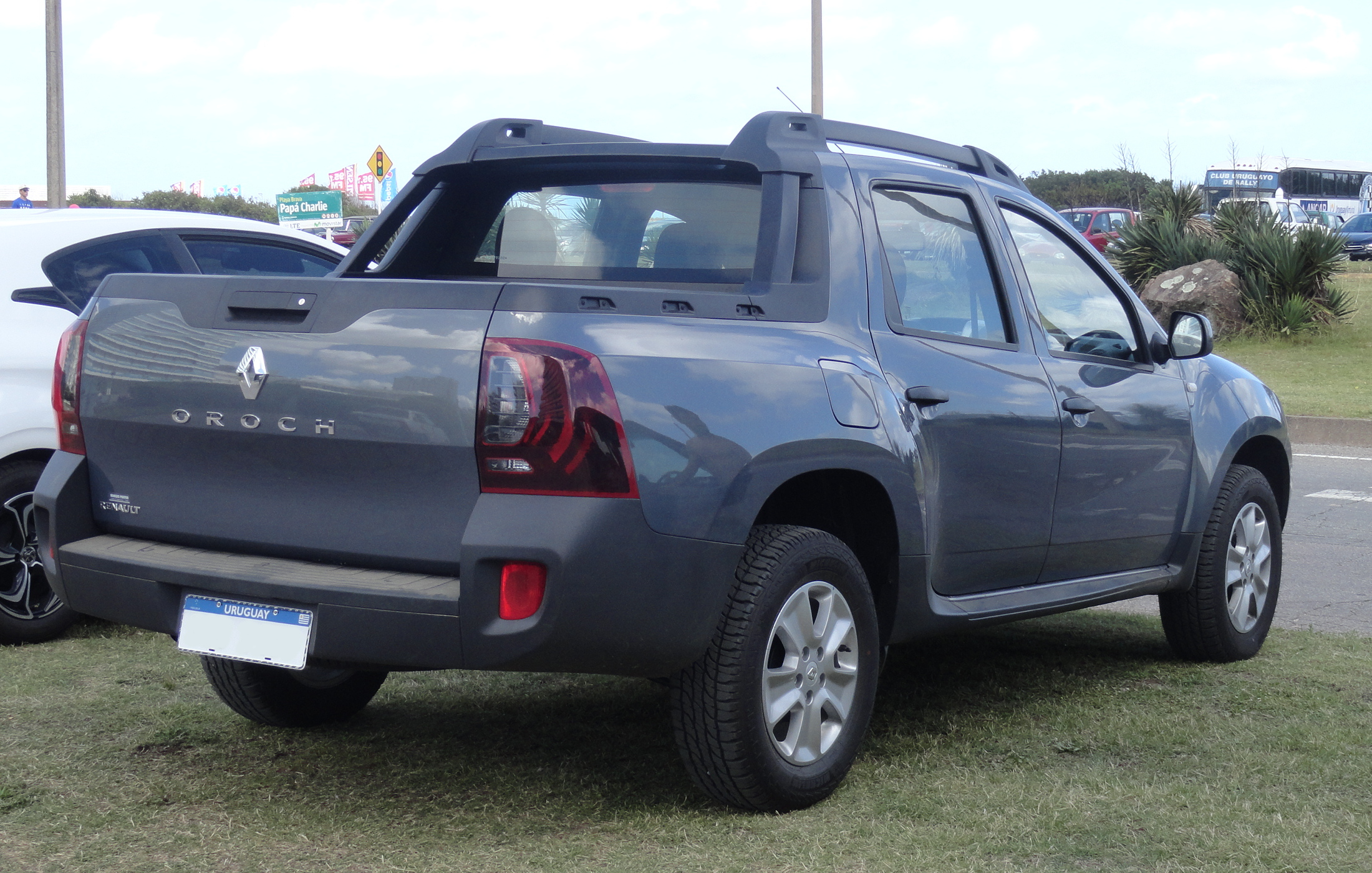
Renault Duster Oroch phase 1

Le Renault Duster pick-up avec une simple ou une double cabine est présenté en juin 2015 à Buenos Aires en Argentine. Appelé Renault Duster Oroch, en référence au concept Oroch dévoilé au Salon de São Paulo en octobre 2014, il se destine principalement au marché sud-américain. Il est également exporté vers quelques pays émergents. Ce véhicule n'est pas commercialisé en Europe.
Depuis 2021, il est exporté vers la Nouvelle-Calédonie et la Polynésie française.
En avril 2022, l'Oroch reçoit un restylage. En plus de modifications esthétiques importantes à l'extérieur comme à l'intérieur, il adopte un nouveau système d'infodivertissement, des équipements de sécurité supplémentaires (parmi lesquels figurent l'ESP et le contrôle de traction), une gamme revue, ainsi qu'un nouveau moteur 1.3 TCe Flex 170ch en complément du 1.6 Sce 120ch,,.

### Motorisations
Avant restylage :
|                            | 1.6 16v                | 1.6 16v ethanol        | 2.0 16v                | 2.0 16v ethanol        |
| -------------------------- | ---------------------- | ---------------------- | ---------------------- | ---------------------- |
| Moteur                     | 4-cylindres en ligne   | 4-cylindres en ligne   | 4-cylindres en ligne   | 4-cylindres en ligne   |
| Cylindrée (cm³)            | 1 598                  | 1 598                  | 1 998                  | 1 998                  |
| Puissance maximale         | 110 ch à 5 750 tr/min  | 115 ch à 5 750 tr/min  | 143 ch à 5 750 tr/min  | 148 ch à 5 750 tr/min  |
| Couple maximal             | 151 N m à 3 750 tr/min | 159 N m à 3 750 tr/min | 202 N m à 4 000 tr/min | 209 N m à 4 000 tr/min |
| Boîte de vitesses          | BVM5 4x2               | BVM5 4x2               | BVM6 4x2               | BVM6 4x2               |
| Vitesse maximale (en km/h) | 160                    | 164                    | 178                    | 186                    |
| 0-100 km/h (en s)          | 14,3                   | 13,2                   | 10,6                   | 9,7                    |
| Consommation (en L/100 km) |                        |                        | 8,1                    |                        |
| Émissions de CO2 (en g/km) |                        |                        |                        |                        |

## Sport

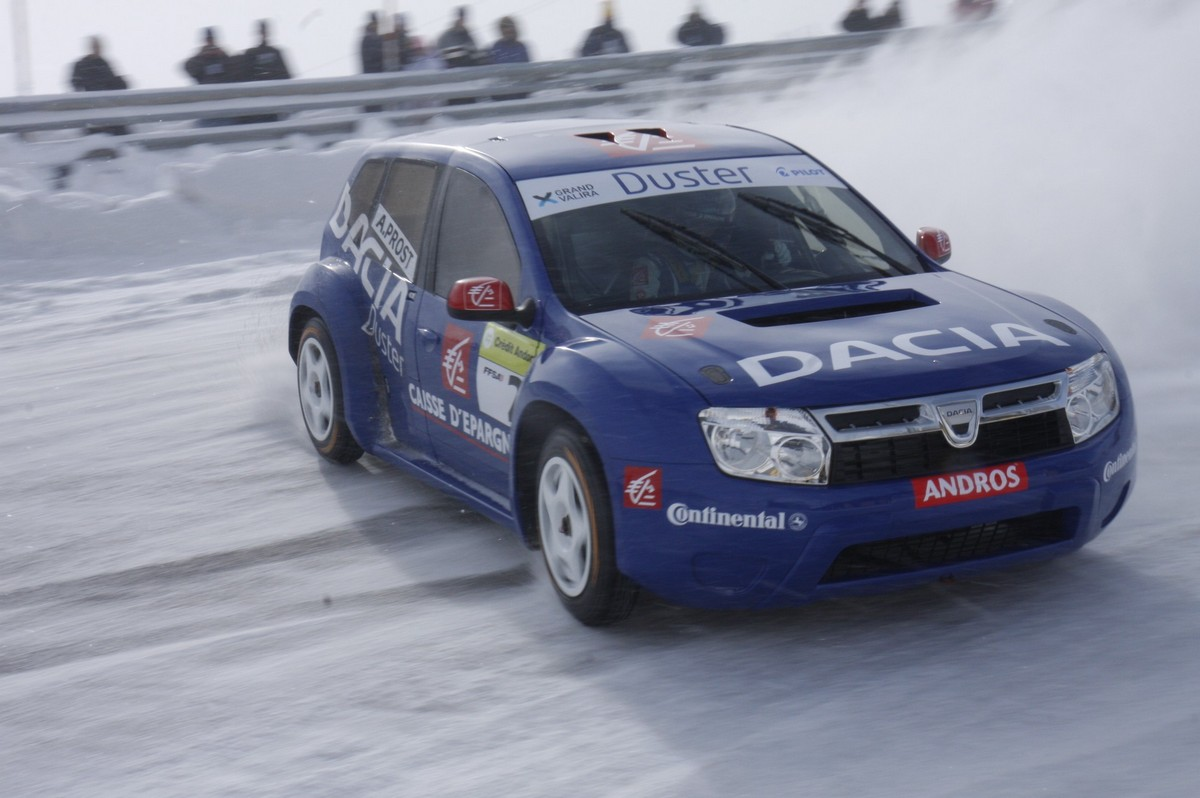
Dacia Duster Andros.

Depuis 2009, le Dacia Duster participe au Trophée Andros avec comme pilote le quadruple champion du monde de Formule 1: Alain Prost.
En 2011, un nouveau projet est engagé avec le pilote Jean-Philippe Dayraut : une participation à la célèbre course de côte de Pikes Peak.
En 2014, Renault Argentine présente deux Duster au départ du Dakar. Les voitures sont préparées par l'entreprise mécanique argentine Oreste Berta et équipées de moteur V6 3,5 L de 330 ch. Le Duster piloté par Emiliano Sparato et Francisco José Garcia termine 14e, au-delà des objectifs de la marque.

## Armée
Afin de remplacer le Peugeot P4, Renault a étudié un Duster 4 × 4 répondant aux critères de l'armée. Ce véhicule n'a cependant pas été choisi par l'UGAP, centrale d'achat de l'État, qui a préféré des Ford Everest militarisés par Renault Trucks Defense.

## Réception critique dans la presse spécialisée
Le Duster a reçu le trophée Autobest de la « meilleure voiture de l'année 2011 »[réf. nécessaire] décerné par les membres d'un jury issus de 15 pays (Bulgarie, Croatie, République Tchèque, Chypre, Macédoine, Hongrie, Pologne, Roumanie, Russie, Serbie, Slovaquie, Slovénie, Turquie, Ukraine et Malte). 10 membres du jury sur 15 ont désigné le Duster gagnant, après notation de 13 critères dont la consommation en carburant, la polyvalence, l’habitabilité ou encore le design. Il devance la Renault Fluence, classée troisième.
La presse salue, outre son aspect prix, son confort de suspension, ses motorisations suffisantes, son habitabilité et ses capacités en tout terrain. Ainsi dans son essai du 14 avril 2010, le magazine internet Turbo relève des tarifs inattaquables, une esthétique agréable, un confort soigné, le volume de coffre, les capacités tout chemin, mais regrette la présentation et qualité intérieures, la modularité quasi nulle ainsi que la faible puissance moteur.
Au rang des défauts, le principal grief retenu concerne l'insonorisation perfectible, avec en tête le moteur essence réputé bruyant à haut régime. Les critiques se font néanmoins moins acerbes concernant la motorisation DCI 110 qui, grâce à sa boîte 6 vitesses, permet d'abaisser le niveau sonore par rapport au bloc 90 ch. Le freinage est ensuite régulièrement épinglé car avec 70 m à 130 km/h et même 75 m en version 4 × 4, le Duster est en queue de peloton avec notamment le Renault Koleos qui stoppe en 77 m. Enfin, un intérieur spartiate et un coffre réduit en version 4 × 4 viennent clore les critiques régulièrement émises à l'encontre de ce modèle.

## Renouvellement
En septembre 2017, après 7 années de commercialisation, Dacia présente la seconde génération de son baroudeur Duster au salon de l'automobile de Francfort (14 au 24 septembre). Le Duster II est commercialisé en janvier 2018.

## Concept car

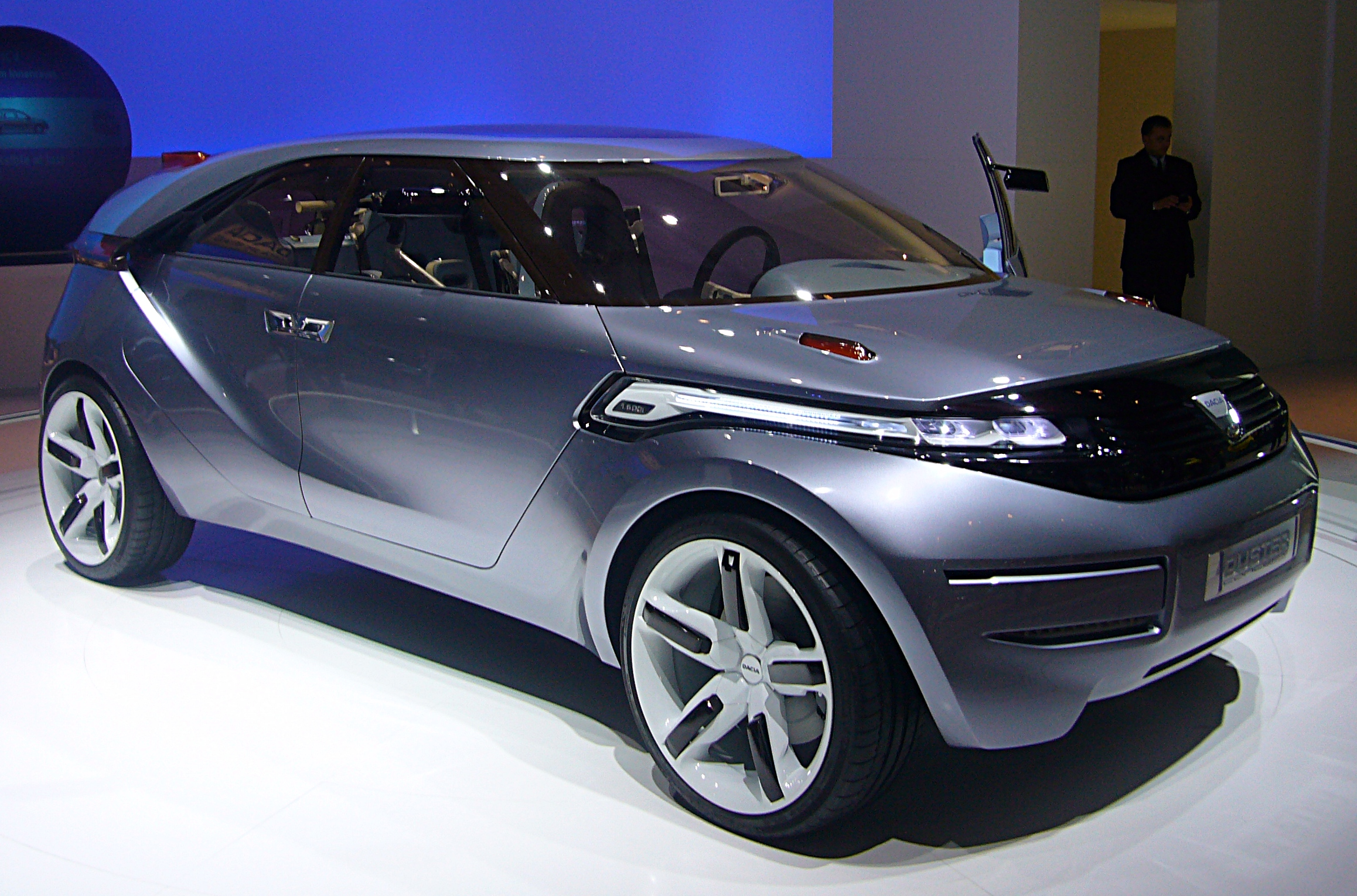
Dacia Duster Concept

Le Dacia Duster est préfiguré par le Dacia Duster Concept présenté au salon international de l'automobile de Genève 2009.